# The Model (pel·lícula de 1915)
The Model és una pel·lícula muda estatunidenca dirigida per Frederick A. Thomson i interpretada per William Elliott i Cynthia Day. Va ser una de les pel·lícules produïdes per la William A. Brady Plays i distribuïdes per la World FIlm Corporation durant el seu primer any d'existència. Va ser estrenada el 3 de maig de 1915. Esta basada en l'obra de teatre titulada Wine and Women d'Arthur Shirley i Benjamin Landeck que es va estrenar a Nova York el 1900. La pel·lícula també va ser publicitada amb el nom de "Woman and Wine".

## Argument
Dick Seymour és un jove estudiant de Harvard que ha heretat una fortuna de 100.000 dòlars i que torna de visita a Nova York on viu el seu pare. Hugh, el pare, és artista i està treballant en un quadre d'una noia que considera la seva obra mestra. Amb ell viu Mary, la filla d'un antic company que aquest va adoptar en quedar-se ella orfe. Mary és la principal companyia del pare i està enamorada de Dick. Un cop a casa, Dick es troba amb Marcelle, una noia de París que fa de model per al quadre del seu pare. Dick fa de seguida amistat amb Marcelle. El que no sap és que Marcelle ha estat informada que Dick és ric i que és un noi que serà fàcil seduir i esprémer. En pocs dies, Dick declara el seu amor a Marcelle, però ella li diu que si vol ser el seu amant cal que vagin a París, cosa que ell accepta immediatament. A París, s'ajunten amb Colombe i el seu amant, el compte de Berenac, i fan una vida dissipada. Dick emplena de regals Marcelle i va gastant la seva fortuna.
Mentrestant, a Nova York, Hugh, trist perquè no sap res del seu fill, ha anat perdent la vista i el mitjà de guanyar-se la vida. Mary, apiadada, li entrega fulls de paper dins de sobres fent-li creure que són cartes del seu fill on diu que estudia molt i els troba a faltar. Un dia, veient que els diners s'esgoten, Hugh decideix viatjar a París per trobar el fill i demanar-li ajuda. Arribats a París, Mary troba Dick, en el qual observa fàcilment les traces de l'alcohol i la dissipació. Ell s'assabenta que estan arruïnats però no vol veure així com es troba en aquell moment el seu pare. Va al banc a cobrar un xec per al seu pare i li diuen que ja no té res. A l'arribar a l'hotel, el propietari li diu que el darrer xec per l'habitació li han retornat i que ha de pagar o el farà fora. Al demanar ajuda a Marcelle ella se’n desentén.
Marcelle canvia d'amant i surt amb el conte de Berenac, Mary ha de vendre flors per sobreviure i Dick malviu pels carrers. Un dia, Colombe assassina Marcelle despitada perquè li ha robat l'amant i Dick és acusat de l'assassinat. A la vegada, l'antic doctor de la família arriba a París per informar-los que ha descobert una operació que pot retornar la vista al pare. Al final, Mary aconsegueix que Colombe declari en el judici i els tres es retroben i poden tornar als Estats Units.

## Repartiment
- William Elliott (Dick Seymour)
- Cynthia Day (Mary Andrews)
- Alec B. Francis (Hugh Seymour)
- Dorothy Green (Marcelle Rigadout)
- Henry Leone (Collins)
- Sonia Massell (Colombe)

## Recepció
La pel·lícula va tenir una recepció discreta per part de la critica que la va considerar com una pel·lícula més i que no aportava cap novetat al tema del fill pròdig. Especialment criticable era el final, en el qual el fill retorna al si de la família sense cap tipus de retret.